# Pausmühlenbach (Berne)
Der Pausmühlenbach ist ein Fließgewässer im Nordwesten von Essen. Benannt ist er nach dem Pausmühlenhof der Familie Paus in Gerschede. Zu seinen Zuläufen zählen Borbecke und Schmalenbecke. Er mündet in die Berne, einen Nebenfluss der Emscher. Bis 2018 wurde der Bach von Zuleitungen der Kanalisation befreit. Der Bach soll ab 2020 renaturiert werden.